# 風吹了
《風吹了》（日语：風立ちぬ、かぜたちぬ，另譯名《起風了》、《风雪黄昏》、《風起》及《起風》）是日本小說家堀辰雄於1936年發表的中篇小說，小说内容建立在作者自身的经历之上，一共由五章构成，是堀辰雄的代表作品，也被视为一部名作。

## 发表经过
小说的<序曲>和<起风了/风吹了>两章最初以《起风了/风吹了》为题于1936年（昭和11年）开始在《改造》杂志12月号（第18卷第12号）上刊载。翌年1937年（昭和12年）在杂志《文藝春秋》1月号（第15卷第1号）发表了<冬>这一章，之后在《新女苑》杂志4月号（第1卷第4号）上登载了<婚約>（即后来的<春>），小说的最后一章<死荫谷>刊载于《新潮》杂志3月号（第35卷第3号），并在同年的4月10日，上述各章节经整合以《起风了/风吹了》为名的单行本由野田书房出版发行。现在的日文版由新潮和岩波等文库再版发行。小说也被翻译为了英文（英文标题：The Wind Has Risen）、法文（法文标题：Le vent se lève）和意大利语（意大利标题：Si alza il vento）

## 作品概要
劇情是以1934年至1936年期間，堀辰雄與染上肺結核的未婚妻矢野绫子在長野縣富士見高原療養所生活的點滴為題材、所改編的故事。
在故事的開頭及一些段落中，有引用法國詩人保羅·瓦勒里的著作《海濱墓園》（Le cimetière marin）中的一句有名诗句：
|  | 風吹了/起风了！当试着生存！/唯有努力试着生存！ |

日文的是堀辰雄本人根据法语原文翻译的。此句又有人译作“纵有疾风起，人生不言弃”。
的表过去、已完成的助动词，这一句意为“风已经来了”。中的表邀强烈的邀约之意。的语境下是助动词的已然形，并与后面的反语助词连接使这句话意为“来，活下去吗？不还是死去吧”，根据前后文，又有“活不下了吗?不一定要活下去”的意思。

## 評價
这部小说是堀辰雄的代表作，小说中的風景描绘语言也十分精彩，風景描写的手法也被指出称赞。小說家丸岡明認為劇情中描述時間流逝的表現上，有著美麗的詞彙表現。
而三島由紀夫則對於堀辰雄在作品中混合著日本及西歐文化兩者風情的感官世界、文體有著好評。

## 改編及引用
《風吹了》在1954年由岛耕二执导首次改编为电影，在1976年又由若杉光夫導演改編成電影《逝風殘夢》，由山口百惠及三浦友和主演。
另動畫導演宮崎駿在2013年發表的動畫《風起》，也引用了此小說部份內容。台灣新版書名也一併改為《風起》。